# Jezioro Słupeckie
Jezioro Słupeckie – sztuczny zbiornik wodny znajdujący się na terenie województwa wielkopolskiego, w powiecie słupeckim, w gminie Słupca, w bezpośrednim sąsiedztwie miasta Słupca.

## Charakterystyka
Zbiornik został utworzony w roku 1954−1955 na miejscu torfowiska ze spiętrzenia wód rzeki Meszny. Wody jeziora charakteryzują się wysokim poziomem zanieczyszczeń, jednak akwen jest bardzo popularny wśród wędkarzy. W przeszłości jezioro było miejscem organizacji zawodów motorowodnych. Od południa do jeziora przylegają obszary leśne i park miejski Słupcy. 
W zimie 2010 roku jezioro było miejscem katastrofy ekologicznej. Na skutek obniżenia poziomu wody lub zanieczyszczeń i związanej z tym przyduchy na brzegach jeziora zalegały tony martwych ryb. Z kolei latem 2024 roku choroba wywołana przez herpeswirusy Cyvirus cyprinidallo2 spowodowała masowy pomór karasi.

## Dane morfometryczne
- Powierzchnia: 258 ha,
- Szerokość: 0,9 km,
- Długość 3,6 km,
- Głębokość (zależna od poziomu spiętrzania) od 1,85 do 2,50 m.

## Przeznaczenie
- zabezpieczenie przeciwpowodziowe (stała rezerwa wody wynosi 460 tys. m³),
- rekreacja,
- wędkarstwo.

## Przyroda
W wodach jeziora występują: leszcze, płocie, węgorze, karpie, okonie.

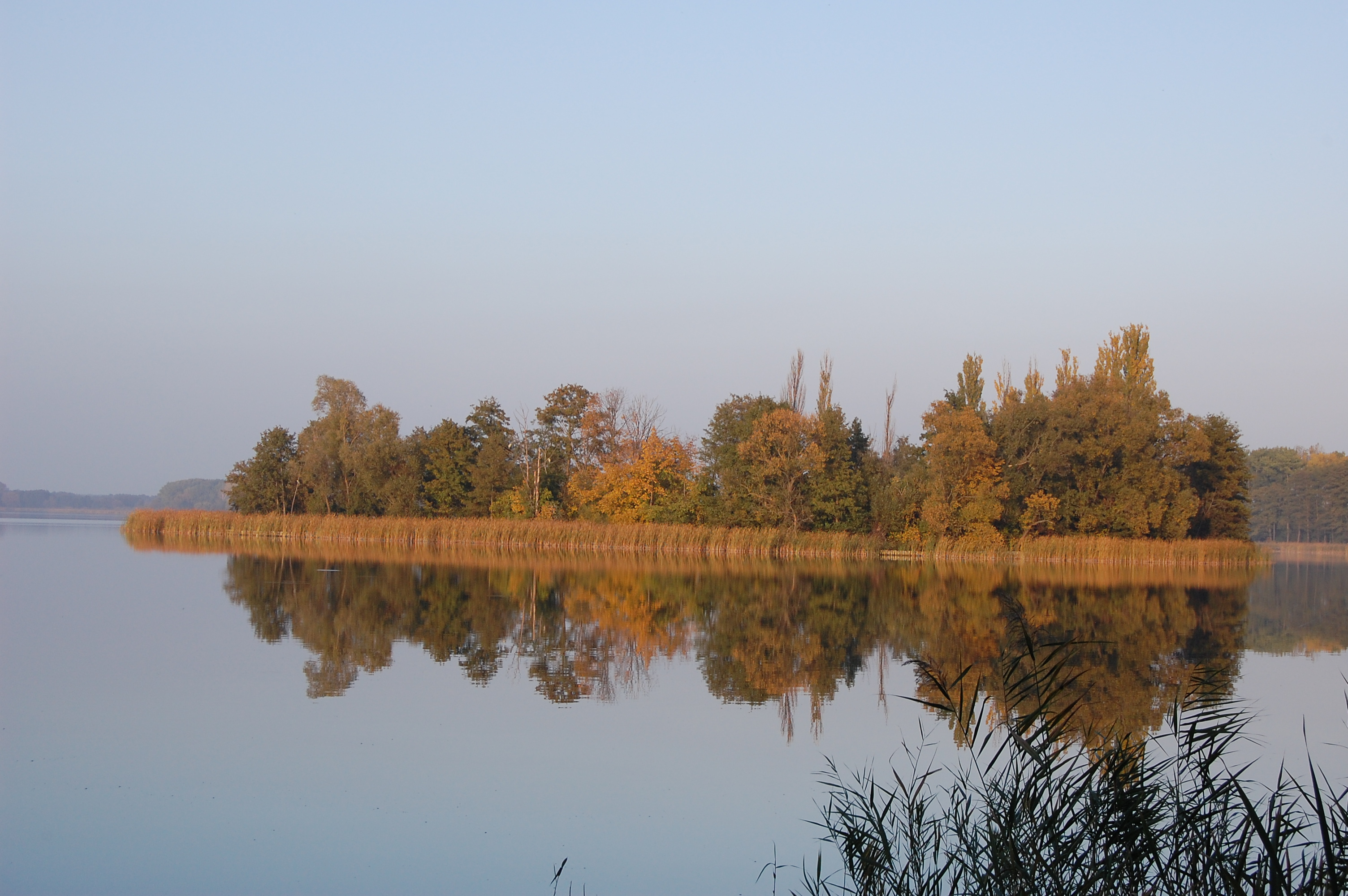
Wyspa - Grodzisko na Jeziorze Słupeckim, 2015